# Motorola Edge 30

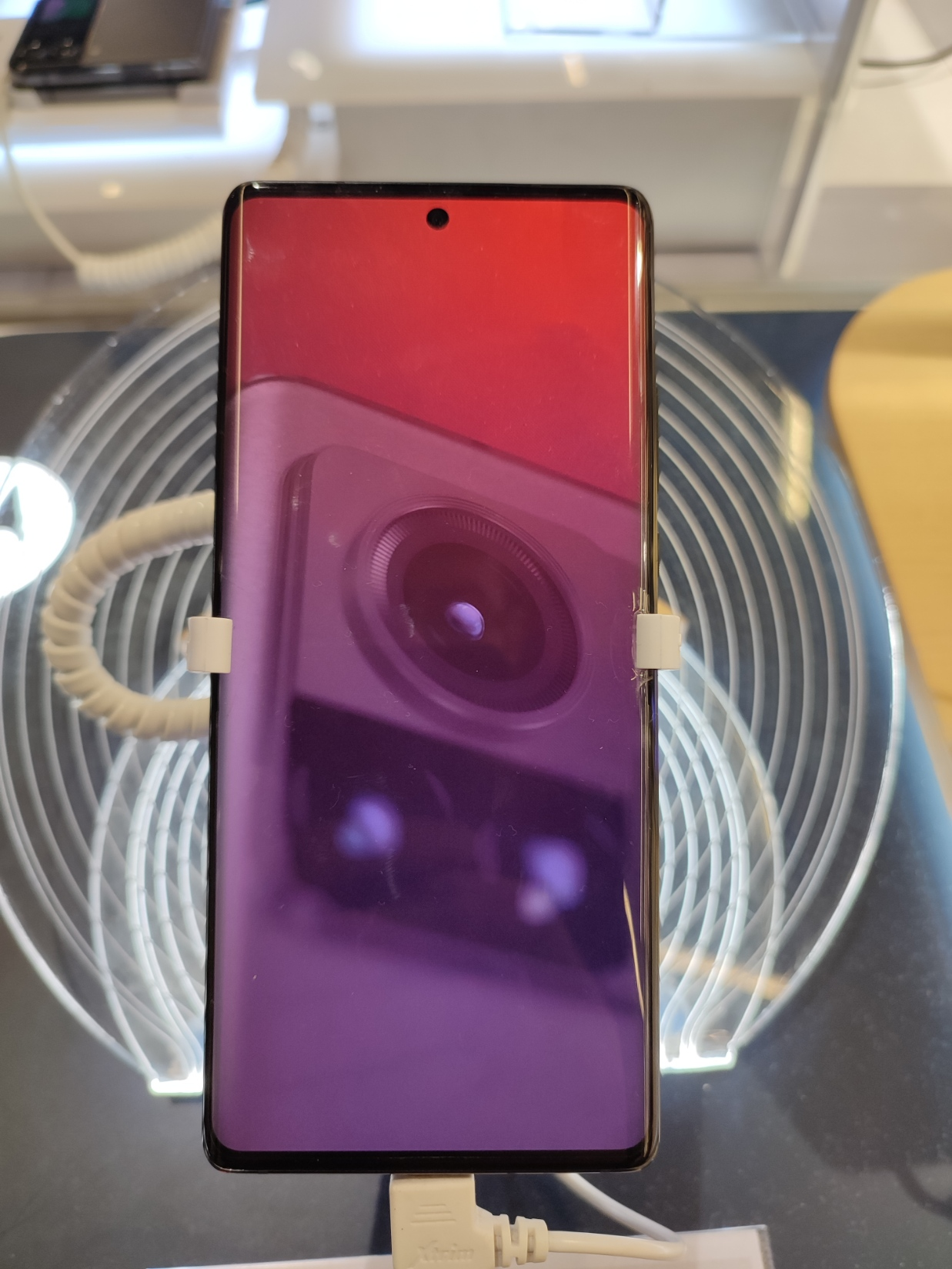
Motorola Edge 30 Ultra

El Motorola Edge 30 es un teléfono inteligente de gama media-alta fabricado por Motorola Mobility, subsidiaria de Lenovo. Fue lanzado en abril de 2022.

## Historia
El Motorola Edge 30 las versiones del teléfono se filtraron en marzo, un mes antes del lanzamiento anticipado del teléfono en el blog de reseñas de dispositivos móviles Price Baba . [3]
El 13 de abril, Motorola publicó un tuit anunciando el lanzamiento virtual de su próximo teléfono insignia el 22 de abril. Originalmente, el teléfono estaba destinado a ser presentado en el Mobile World Congress en febrero, pero el evento fue cancelado debido a la pandemia de COVID-19.
El 21 de abril, un día antes del evento programado, apareció en el blog de Motorola una publicación que detalla las características del teléfono antes de que fuera retirado.
Casi un mes después del lanzamiento global, el 19 de mayo de 2020, la compañía también lanzó Motorola Edge+ en India. [8]

## Especificaciones

### Hardware
El Motorola Edge 30 funciona con un Soc Qualcomm Snapdragon 778G+ que incluye tres CPU ARM Cortex-A78 1x 2.5 GHz (Single-core) ARM Cortex-A78 3x 2.4 GHz (Triple-core) ARM Cortex-A55 4x 1.9 GHz (Quad-core) de con una pantalla de 6.5 pulgadas, procesador Octa-core a 2.5 GHz, 2.4 GHz y 1.9 GHz con un GPU Qualcomm Adreno 642L con 8 GB de RAM y 128 GB de almacenamiento interno no expandible.
El Motorola Edge 30 tiene una pantalla AMOLED de 6.5 pulgadas con la resolución de 1080 x 2400 píxeles. Tiene tres cámaras traseras de 50 MP + 50 MP + 2 MP con una apertura de f/2.2 y f/2.4 y cuenta con autofoco y flash Led. La cámara frontal de 32 MP con una apertura de f/2.3 y cuenta con flash Led.

### Software
El Motorola Edge 30 se funciona con Android 12 y la interfaz de usuario My UX de Motorola.